# Jihostroj České Budějovice

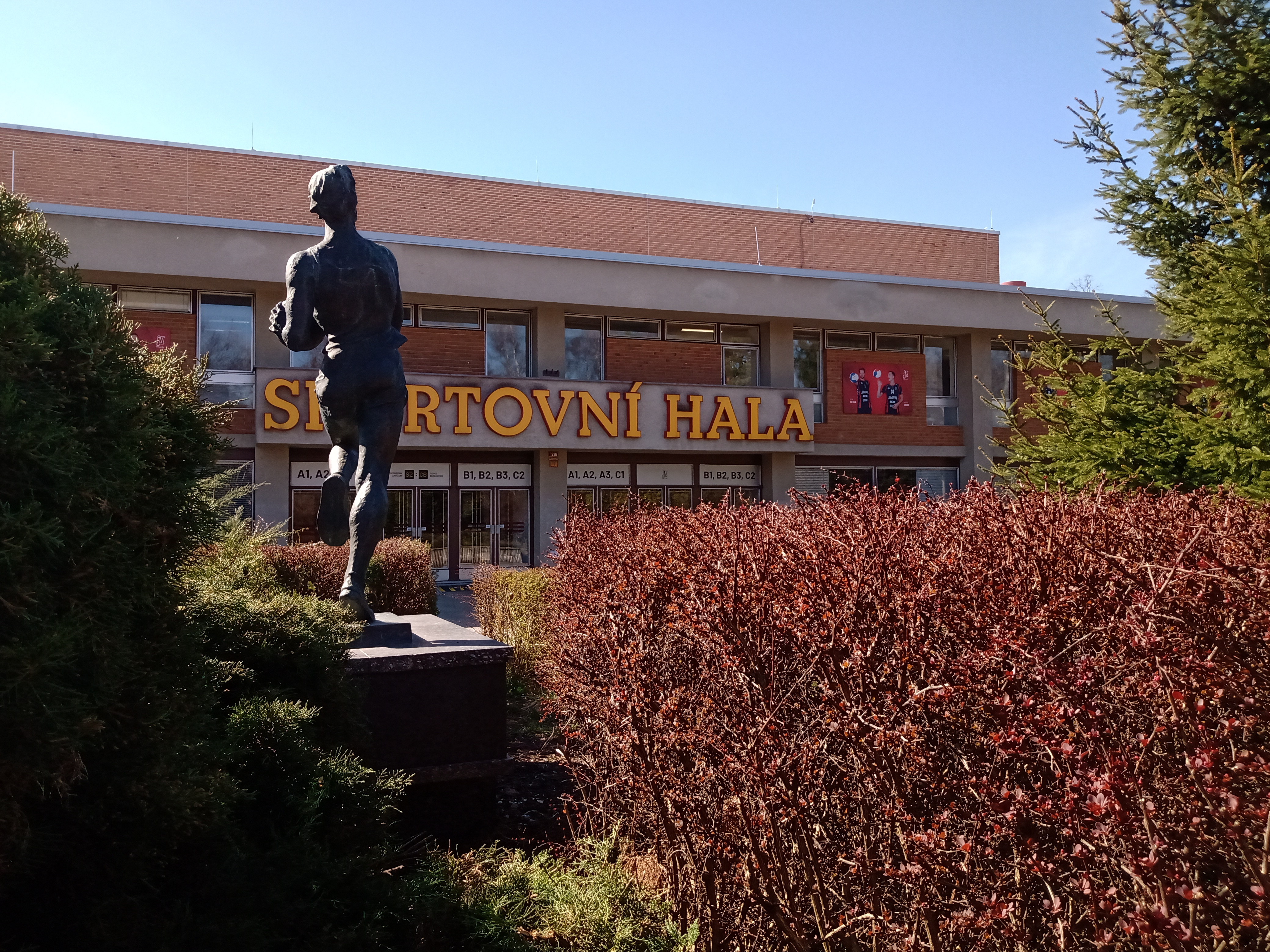
Eingang zur Sporthalle in České Budějovice in Stromovka

Jihostroj České Budějovice ist ein tschechischer Volleyball-Verein aus České Budějovice, dessen Männer in der ersten tschechischen Liga (Extraliga) und in der Champions League spielen.

## Nationale Liga und Pokal
Der Verein gewann bislang zehnmal die tschechische Meisterschaft und wurde fünfmal tschechischer Pokalsieger. Ihren letzten Titel holte die Mannschaft mit dem Gewinn der Meisterschaft in der Saison 2018/19.

## Europapokal
Jihostroj České Budějovice erreichte beim CEV-Pokal 2002/03 das Achtelfinale. 2005/06 und 2006/07 schied man bereits in der Vorrunde des CEV-Pokals aus. Auch die Auftritte in der Champions League 2007/08, 2008/09, 2009/10 und 2011/12 endeten jeweils als Gruppenletzter der Vorrunde.